# Eccellenza Molise 2021-2022
Il campionato italiano di calcio di Eccellenza regionale 2021-2022 è il trentesimo organizzato in Italia. Rappresenta il quinto livello del calcio italiano. Questo è il girone organizzato dal comitato regionale della regione Molise.

## Stagione
La scorsa stagione, ripartita su base volontaria a causa del COVID-19, ha visto la promozione in Serie D 2021-2022 dell'Aurora Alto Casertano. Quindi in questa stagione, data la mancata iscrizione dell'Ala Fidelis e del Baranello, richiedenti rispettivamente Prima Categoria e Promozione, vengono confermate tredici delle quindici squadre dell'anno scorso e i posti mancanti, divenuti tre, vengono assegnati alla retrocessa dalla Serie D/F Olympia Agnonese e alle due ripescate aventi diritto Altilia Samnium e Cliternina. Inoltre, il Città di Isernia Fraterna Roccasicura diventa Città di Isernia San Leucio mentre il San Leucio Volturnia diventa Volturnia Calcio.
Per quanto riguarda l'impiego giovani, il Comitato Regionale Molise dispone l'utilizzo obbligatorio di un calciatore nato dal 1º gennaio 2001 e due calciatori nati dal 1º gennaio 2002.

## Avvenimenti
A seguito dell'ondata pandemica durante le feste natalizie, si decide di rinviare la ripresa del campionato con il rinvio della prima giornata di ritorno dell'8 e 9 gennaio,, poi con il rinvio delle partite del 15 e del 16, in seguito con il rinvio di quelle del 22 e 23 stabilendo come data di ripresa del campionato il 29 e 30 gennaio con la prima giornata di ritorno.

## Squadre partecipanti
| Club                                   | Città (provincia)       | Stadio o campo sportivo               | Stagione precedente                    |
| -------------------------------------- | ----------------------- | ------------------------------------- | -------------------------------------- |
| A.S.D. Altilia Samnium                 | Pietravairano (CE)      | Stadio Comunale                       | 5º posto Promozione Molise (ripescato) |
| A.S.D. Aurora Ururi 1924               | Ururi (CB)              | Stadio Michele Fiorilli               |                                        |
| U.S.D. Bojano                          | Bojano (CB)             | Stadio Adriano Colalillo              | 5º posto in Eccellenza Molise/Ripresa  |
| A.S.D. Calcio Termoli 1920             | Termoli (CB)            | Stadio Gino Cannarsa                  | 4º posto in Eccellenza Molise/Ripresa  |
| A.S.D. U.S. Campobasso 1919            | Campobasso              | Antistadio Selvapiana                 |                                        |
| A.S.D. Pol. Campodipietra              | Campodipietra (CB)      | Stadio Passarelli                     |                                        |
| A.C.D. Castel di Sangro Cep 1953       | Castel di Sangro (AQ)   | Complesso Polisportivo Erba Sintetica |                                        |
| S.S.D.R.L. Città di Isernia San Leucio | Isernia                 | Stadio Mario Lancellotta              | 2º posto in Eccellenza Molise/Ripresa  |
| A.P. Cliternina                        | Nuova Cliternia (CB)    | Stadio Madonna Grande                 | Promozione Molise (ripescato)          |
| Olympia Agnonese                       | Agnone (IS)             | Stadio Civitelle                      | 18º posto Serie D/F (retrocesso)       |
| A.S.D. Pietramontecorvino              | Pietramontecorvino (FG) | Stadio comunale                       |                                        |
| A.S.D. Pol. Gambatesa                  | Gambatesa (CB)          | Stadio del Toppo                      |                                        |
| A.S.D. Real Guglionesi                 | Guglionesi (CB)         | Comunale                              |                                        |
| A.S.D. Sesto Campano Calcio            | Sesto Campano (IS)      | Comunale                              | 6º posto in Eccellenza Molise/Ripresa  |
| U.S. Venafro A.S.D.                    | Venafro (IS)            | Stadio Marchese Alessandro del Prete  | 3º posto in Eccellenza Molise/Ripresa  |
| A.S.D. Volturnia Calcio                | Cerro al Volturno (IS)  | Stadio Mario di Ianni                 | 7º posto in Eccellenza Molise/Ripresa  |

## Classifica finale
|  | Pos. | Squadra                | Pt | G  | V  | N | P  | GF  | GS  | DR   |
|  | ---- | ---------------------- | -- | -- | -- | - | -- | --- | --- | ---- |
|  | 1.   | Termoli 1920 (-1)      | 79 | 30 | 26 | 2 | 2  | 104 | 16  | 88   |
|  | 2.   | Isernia S. L.          | 73 | 30 | 23 | 4 | 3  | 129 | 29  | 100  |
|  | 3.   | Campodipietra          | 69 | 30 | 22 | 3 | 5  | 88  | 42  | 46   |
|  | 4.   | Olympia Agnonese       | 68 | 30 | 21 | 5 | 4  | 89  | 16  | 73   |
|  | 5.   | Venafro                | 61 | 30 | 19 | 4 | 7  | 102 | 29  | 73   |
|  | 6.   | Sesto Campano          | 51 | 30 | 15 | 6 | 9  | 72  | 37  | 35   |
|  | 7.   | Pietramontecorvino     | 45 | 30 | 13 | 6 | 11 | 71  | 58  | 13   |
|  | 8.   | Real Guglionesi        | 41 | 30 | 12 | 5 | 13 | 56  | 39  | 17   |
|  | 9.   | Aurora Ururi 1924      | 40 | 30 | 12 | 4 | 14 | 57  | 50  | 7    |
|  | 10.  | Polisportiva Gambatesa | 34 | 30 | 11 | 1 | 18 | 47  | 66  | -19  |
|  | 11.  | Bojano                 | 33 | 30 | 10 | 3 | 17 | 63  | 72  | -9   |
|  | 12.  | Campobasso 1919        | 32 | 30 | 10 | 2 | 18 | 36  | 60  | -24  |
|  | 13.  | Cliternina             | 25 | 30 | 7  | 4 | 19 | 29  | 67  | -38  |
|  | 14.  | Castel di Sangro       | 22 | 30 | 7  | 1 | 22 | 48  | 98  | -50  |
|  | 15.  | Volturnia Calcio       | 16 | 30 | 4  | 4 | 22 | 29  | 90  | -61  |
|  | 16.  | Altilia Samnium (-2)   | 1  | 30 | 1  | 0 | 29 | 8   | 253 | -245 |

Legenda:
       Promossa in Serie D 2022-2023
      Ammessa ai play-off nazionali
 ammessa ai play-off o ai play-out
       Retrocessa in Promozione 2022-2023
Regolamento:
Tre punti a vittoria, uno a pareggio, zero a sconfitta.
La classifica finale tiene conto di:
- Punti.
- Punti negli scontri diretti.
- Differenza reti negli scontri diretti.
- Differenza reti generale.
- Reti realizzate.
- Sorteggio.

Note
Il Termoli ha scontato un punto di penalizzazione
L'Altilia Samnium ha scontato due punti di penalizzazione

## Risultati

### Tabellone
Aggiornato al 8 maggio 2022
Ogni riga indica i risultati casalinghi della squadra segnata a inizio della riga, contro le squadre segnate colonna per colonna (che invece avranno giocato l'incontro in trasferta). Al contrario, leggendo la colonna di una squadra si avranno i risultati ottenuti dalla stessa in trasferta, contro le squadre segnate in ogni riga, che invece avranno giocato l'incontro in casa.
|                        | ALS  | AUR  | BOJ | CAT  | CAB | CAP  | CDS  | CIS  | CLI  | OLY | PMC | GAM  | RGU  | SCC | VEN  | VOC  |
| ---------------------- | ---- | ---- | --- | ---- | --- | ---- | ---- | ---- | ---- | --- | --- | ---- | ---- | --- | ---- | ---- |
| Altilia Samnium        | –––– | 0-4  | 0-2 | 0-18 | 1-2 | 0-7  | 0-8  | 2-16 | 0-4  | 0-3 | 0-8 | 0-5  | 0-5  | 0-2 | 0-13 | 1-4  |
| Aurora Ururi           | 15-0 | –––– | 3-2 | 2-3  | 2-0 | 1-3  | 5-1  | 2-1  | 1-0  | 1-1 | 2-0 | 0-1  | 2-1  | 2-1 | 2-2  | 4-0  |
| Bojano                 | 15-0 | 4-0  |     | 0-3  | 2-1 | 1-1  | 4-2  | 1-4  | 5-0  | 0-1 | 3-1 | 2-1  | 2-2  | 1-3 | 0-4  | 3-3  |
| Calcio Termoli         | 14-0 | 2-0  | 1-0 |      | 3-0 | 1-0  | 3-1  | 1-2  | 4-0  | 4-0 | 1-1 | 4-0  | 2-0  | 3-1 | 1-0  | 4-0  |
| Campobasso 1919        | 0-1  | 2-1  | 4-1 | 0-1  |     | 0-1  | 5-0  | 1-8  | 0-1  | 0-2 | 0-1 | 3-2  | 1-1  | 1-1 | 0-1  | 2-0  |
| Pol. Campodipietra     | 11-0 | 3-0  | 3-0 | 3-2  | 3-2 | –––– | 3-2  | 2-2  | 4-0  | 2-1 | 6-3 | 3-2  | 1-0  | 4-3 | 3-1  | 5-0  |
| Castel di Sangro       | 3-1  | 3-2  | 2-4 | 0-3  | 1-2 | 2-4  | –––– | 1-3  | 4-3  | 1-4 | 2-1 | 0-1  | 1-1  | 0-2 | 0-2  | 0-2  |
| Città di Isernia S. L. | 17-0 | 5-0  | 9-2 | 1-3  | 4-1 | 2-0  | 9-0  | –––– | 4-0  | 0-0 | 8-2 | 3-1  | 3-0  | 2-1 | 2-2  | 3-0  |
| Cliternina             | 0-3  | 1-1  | 1-0 | 0-3  | 0-1 | 4-5  | 0-3  | 0-6  | –––– | 0-3 | 2-2 | 0-2  | 1-0  | 1-1 | 0-3  | 2-0  |
| Olympia Agnonese       | 9-0  | 5-0  | 6-2 | 0-1  | 6-0 | 3-0  | 6-0  | 3-1  | 3-0  |     | 0-1 | 8-0  | 4-0  | 2-2 | 2-0  | 5-0  |
| Pietramontecorvino     | 14-1 | 3-1  | 3-1 | 1-5  | 8-2 | 4-3  | 3-2  | 1-2  | 2-0  | 0-0 |     | 2-1  | 1-4  | 1-3 | 0-2  | 0-0  |
| Pol. Gambatesa         | 10-0 | 0-3  | 3-1 | 1-4  | 1-2 | 0-3  | 2-0  | 0-4  | 0-1  | 0-2 | 0-1 | –––– | 3-2  | 2-1 | 0-5  | 3-0  |
| Real Guglionesi        | 7-0  | 2-0  | 5-1 | 0-1  | 2-0 | 2-0  | 3-0  | 1-2  | 3-0  | 1-1 | 1-2 | 1-1  | –––– | 1-2 | 1-3  | 2-0  |
| Sesto Campano          | 15-1 | 2-0  | 1-0 | 1-1  | 1-0 | 1-1  | 7-4  | 0-1  | 4-2  | 0-1 | 1-1 | 3-0  | 1-2  |     | 1-0  | 8-1  |
| Venafro                | 17-0 | 2-1  | 4-2 | 1-4  | 4-0 | 0-1  | 11-0 | 2-2  | 1-0  | 0-2 | 1-1 | 6-2  | 3-1  | 2-1 | –––– | 3-0  |
| Voltunia Calcio        | 6-0  | 0-0  | 1-2 | 1-4  | 0-4 | 1-3  | 2-5  | 0-3  | 2-2  | 0-6 | 4-3 | 1-3  | 1-2  | 0-2 | 0-6  | –––– |

## Spareggi

### Playoff

#### Semifinale
|               | Risultati |                  |                               |
| ------------- | --------- | ---------------- | ----------------------------- |
| Campodipietra | 0 - 4     | Olympia Agnonese | Campodipietra, 14 maggio 2022 |
|               |           |                  |                               |

#### Finale
|               | Risultati |                  |                         |
| ------------- | --------- | ---------------- | ----------------------- |
| Isernia S. L. | 3 - 0     | Olympia Agnonese | Isernia, 22 maggio 2022 |
|               |           |                  |                         |

### Playout
|            | Risultati |                  |                                 |
| ---------- | --------- | ---------------- | ------------------------------- |
| Cliternina | 2-3 (dts) | Castel di Sangro | Nuova Cliternia, 15 maggio 2022 |
|            |           |                  |                                 |